# Zhu Weiqun
Dans ce nom chinois, le nom de famille, Zhu, précède le nom personnel.
Pour les articles homonymes, voir Zhu.
Zhu Weiqun (chinois : 朱维群; mars 1947-) est un politicien de la république populaire de Chine.
Zhu Weiqun participa en tant que haut responsable du département du Front uni du Parti communiste chinois à la 7e rencontre du dialogue sino-tibétain de 2002 à 2010 qui n’a débouché sur aucune décision concrète.
En 2015, Zhu Weiqun est accusé de corruption.